# Conrad Freiherr von Wendt

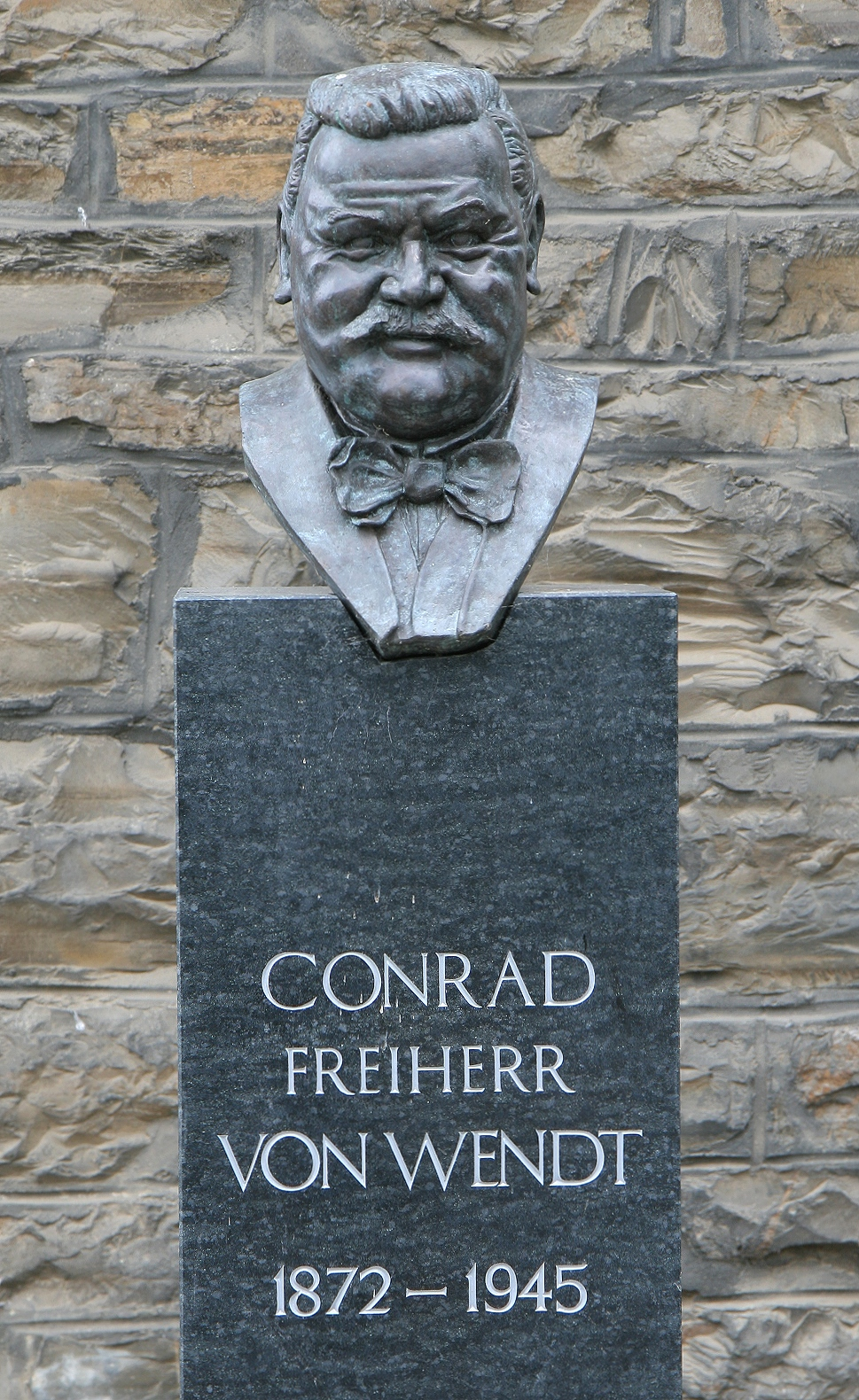
Denkmal vor Schloss Gevelinghausen

Conrad Freiherr von Wendt (* 24. April 1872 auf Schloss Gevelinghausen; † 19. Januar 1945) war Besitzer des Ritterguts Gevelinghausen und weiterer Besitzungen. Er engagierte sich als Financier und Mitgründer  der Josefs-Gesellschaft, einer der frühen beruflichen Bildungseinrichtungen für Menschen mit körperlichen Behinderungen, der damals sog. Krüppelfürsorge.

## Leben
Wendt war Sohn von Freiherr Carl von Wendt-Papenhausen und dessen Ehefrau Maria (geb. von Romberg zu Bladenhorst). Er war sehschwach und konnte daher keine öffentliche Schule besuchen. Wendt wurde vom örtlichen Volksschullehrer im Schloss Gevelinghausen unterrichtet. Von 1890 bis 1892 machte er ein land- und forstwirtschaftliches Praktikum auf dem ehemaligen Klostergut Glindfeld. Außerdem sammelte er Erfahrungen bei der Verwaltung der Familiengüter Gevelinghausen, Wiggeringhausen, Schellenstein und Papenhausen sowie dem Passel Hof in Nuttlar.
Im Jahr 1901 heiratete von Wendt Gräfin Agnes von Galen, Tochter des Reichstagsabgeordneten Ferdinand Heribert von Galen (1831–1906) und Schwester des späteren Kardinals Clemens August Graf von Galen (1878–1946). Seit 1902 lebte die Familie auf Schloss Schellenstein. Dort kam von Wendt in Kontakt mit Pfarrer Heinrich Sommer. Ein Jahr später schlug dieser auf dem Katholikentag in Köln die Gründung eines „Krüppelheims“ für körperbehinderte Jugendliche vor. 
Conrad von Wendt hat die Gründungsinitiative von Pfarrer Heinrich Sommer mit seinem Vermögen, seinen weitreichenden kirchlichen und politischen Beziehungen und seiner Vorstandsarbeit über 40 Jahre unterstützt und wesentlich geprägt. Er war Gründungsmitglied der Josefs-Gesellschaft am 15. August 1904 und Erster Vorsitzender vom 1. Juni 1914 bis zum 19. Januar 1945. 
Bei der Feier zum 25-jährigen Bestehen der Josefs-Gesellschaft hat ihn der Oberpräsident der Provinz Westfalen, Johannes Gronowski, als „sozialsten Adeligen Westfalens“ bezeichnet. Von Papst Pius XI. erhielt er den Gregoriusorden.